# Щетин (бронепалубен крайцер)
Щетин (на немски: SMS Stettin) (по немския вариант на името на град Шчечин) е бронепалубен крайцер на Императорските военноморски сили на Германия през Първата световна война от серията бронепалубни крайцери тип „Кьонигсберг“. Единствения кораб от този проект, който за силова установка има парни турбини.
Корабите на тази серия са:
- „Нюрнберг“ (SMS „Nürnberg“)
- „Щутгарт“ (SMS „Stuttgart“)
- „Щетин“ (SMS „Stettin“)
- „Кьонигсберг“ (SMS „Königsberg“)

## Конструкция
Водоизместимост на „Щетин“: 3480 t и 3822 t.
Силовата установка на кораба е от две парни турбини на „Парсънс“, разчитани на сумарна мощност от 13 500 к.с. (10,1 KW) и максимална скорост 24 възела (44 km/h). Той надскача проектната скорост, развивайки на изпитанията скорост от 25,2 възела, при мощност 21 670 к.с. На крайцерите от типа „Кьонигсберг“ има 11 тънкотръбни котли, военноморски тип, димът им се отвежда от три комина.
Далечината на плаване съставлява 4170 морски мили на 12 възела.

### Въоръжение
Главният калибър се състои от десет 105-mm скорострелни оръдия система SK L/40 на единични лафети. По две оръдия са разположени на носа и на кърмата, оставащите шест са по три на всеки борд. Общият боекомплект са 1500 изстрела, по 150 на оръдие. Оръдията са с прицелна далечина на стрелбата 12 200 m. Корабът носи и десет 52-mm L/55 оръдия с общ боезапас 4000 изстрела. Крайцерите имат и два 450 mm траверсни подводни торпедни апарата с общ боезапас от пет торпеда.

### Брониране
Бронирана палуба е главната защита на крайцерите. Хоризонталния участък от палубата е с дебелина 20 – 30 mm, а скосовете към борда – 45 – 80 mm. Палубата се спуска към носа и кърмата на крайцера. Бойната рубка е защитена в стените от Круповска броня дебела 100 mm и стоманена 20 mm на покрива. Щитовете на оръдията на главния калибър са дебели 50 mm.

## История на службата
След приемането си във флота „Щетин“ е зачислен към „Флота на откритото море“ (lang|de|Hochseeflotte) и служи в Германски води. В началото на 1912 г. прави посещение на добра воля в САЩ, заедно с SMS Moltke и крайцера „Бремен“.
По време на Първата световна война, като част от Флота на откритото море взема участие бойните действия в Северно море и Балтийско море, като участва в Битката в Хелголандския залив – август 1914 г. и Ютландската битка – май-юни 1916 г.
През 1917 г. „Щетин“ е изтеглен от активна бойна служба и превърнат в учебен кораб за екипажи на подводници. След края на войната е изваден от списъците на флота през 1919 г. и предаден като репарация на Великобритания, която продава кораба в Копенхаген за скрап през 1921 г.

## Коментари
1. ↑  Всички данни са към момента на влизането в строй.
2. ↑  Префиксът „SMS“ е от на немски: Seiner Majestat Schiff (Кораб на Негово Величество).
3. ↑  Според немската класификация те се обозначават като малки крайцери (на немски: Kleiner Kreuzer).
4. ↑  Съгласно номенклатурата на артилерията на флота на Германската империя „SK“ (Schnelladekanone) означава „скорострелно оръдие“, а L/40 означава сравнителната дължина на оръдието в калибри. В дадения случай L/40 означава, че дължината на оръдието съставлява 40 негови калибра (105 × 40).